# Johannes van Capel
Johannes (Hannes) van Capel (Nieuwkoop, 22 april 1884 – aldaar, 3 september 1992) was vanaf 23 april 1991 gedurende 1 jaar en 133 dagen de oudste levende man van Nederland, na het overlijden van Hendrikus de Bijl. 
Van Capel was vader van dertien kinderen. Hij verdiende de kost als rietsnijder en mostrekker in de rietlanden van Noorden en Nieuwkoop. Van Capel kreeg op 48-jarige leeftijd een beroerte, waarvan hij volledig herstelde. Op honderdjarige leeftijd onderging Van Capel ook nog een breukoperatie, waarvan hij eveneens herstelde.
Van Capel overleed op de leeftijd van 108 jaar en 134 dagen. Zijn opvolger was Reinier Pelgrom.